# Генешть (Муреш)
Генешть, Генешті (рум. Gănești) — село у повіті Муреш в Румунії. Адміністративний центр комуни Генешть.
Село розташоване на відстані 250 км на північний захід від Бухареста, 28 км на південний захід від Тиргу-Муреша, 76 км на південний схід від Клуж-Напоки, 122 км на північний захід від Брашова.

## Населення
За даними перепису населення 2002 року у селі проживали 3523 особи.
Національний склад населення села:
| Національність | Кількість осіб | Відсоток |
| -------------- | -------------- | -------- |
| угорці         | 2420           | 68,7%    |
| румуни         | 820            | 23,3%    |
| цигани         | 280            | 7,9%     |

Рідною мовою назвали:
| Мова      | Кількість осіб | Відсоток |
| --------- | -------------- | -------- |
| угорська  | 2525           | 71,7%    |
| румунська | 883            | 25,1%    |
| циганська | 113            | 3,2%     |